# Ратко Дмитровић
Радомир Ратко Дмитровић (Комоговина, 9. јануар 1958) српски је публициста и новинар. Бивши је министар за бригу о породици и демографију у Влади Републике Србије.

## Биографија
Гимназију је завршио у Костајници. Студирао је право, новинарство и историју уметности у Београду и Загребу. Професионалну каријеру новинара је започео 1981. године. Радио је за регионални листу чије је седиште било у Сиску. Убрзо је постао дописник „Политике” са подручја Хрватске, а затим се у другој половини осамдесетих година преселио у Загреб одакле је извештавао. Док је радио у Политици, био је паралелно и новинар „НИН”-а. У Београд је дошао у августу 1991. године и почео да ради за Радио-телевизију Србије. На РТС-у је радио до децембра 1993. године кад га је напустио због покретања сопственог листа.
Почетком 1994. године покренуо је недељник „Аргумент” чији је био главни и одговорни уредник, а који је објављиван до 1999. године.
После демонстрација 5. октобра постао је саветник потпредседника Владе Србије, Небојше Човића. Као главни и одговорни уредник франкфуртских „Вести” је радио пет година. Од 2008. године је редовни колумниста листа Печат на тему српско-хрватских односа.
У периоду 2013-2017 био је на челу Компаније Новости.
На функцију вршиоца дужности генералног директора и главног и одговорног уредника свих издања те медијске куће именован је, једногласном одлуком Надзорног одбора Компаније Новости, 13. маја 2013. године. Новости је нашао у веома тешкој ситуацији. Финансијски дуговања Компаније била су 11 милиона евра, већина медија у саставу тог система пословала је с губитком... На тајном гласању, 26. новембра 2013. г. добија подршку огромне већине запослених у Компанији Новости, чиме и званично постаје њен руководилац.
Без помоћи са стране, у крајње чудном правном и пословно необјашњивом односу са „Штампаријом Борба“, такође наслеђеним од својих претходника, без отпуштања радника, Дмитровић је успео да стабилизује Компанију и избегне у јавности најављени стечај тог српског медијског гиганта.
Средином 2017. године подноси неопозиву оставку и одлази из Новости. Никада у јавности није изнео разлоге због којих је напустио челну позицију Новости.
Након тога преузима послове програмског директора београдске РАС Телевизије, чији је и оснивач.
На парламентарним изборима одржаним 2020. године изабран је, као ванстраначка личност, за посланика у Народној Скупштини Србије, на листи Српског патриотског савеза (СПАС) Александра Шапића. Недуго након тога формирана је велика коалиција Влада Србије унутар које је СПАС-у припало новоосновано Министарство за бригу о породици и демографију а Дмитровићу понуђено место министра, што је он и прихватио.
Био је министар годину и по дана.
Живи у Београду, са супругом Наташом и ћеркама Ољом и Ленком.

## Књиге
- Бележница професора Мишковића, Чачак: Легенда, 2005.[5]

По овом Дмитровићевом роману, и причама које је додатно написао, снимљена је истоимена телевизијска серија, чији је био косценариста. Серија је емитована на РТС-у и СуперстарТВ, као и на неколико тв канала у Региону.
- Крст на крижу, 2016.[6]

Двотомно публицистичко дело, на преко хиљаду страна, о српско-хрватским односима, с мање познатим и потпуно непознатим а важним, чак судбоносним примерима тих односа. Дело Крст на крижу доживело је десет издања и продато је у неколико десетина хиљада примерака.

## Награде
- Прво место и статуа „Златна Ника” за друштвено одговорну репортажу, додељена 20. октобра 2013. године на 18. „Интерферу - Интернационалном фестивалу репортаже и медија“ у свечаној сали Културног центра у Апатину.[7]
- Награда Капетан Миша Анастасијевић за ангажовано и квалитетно информисање, додељена 7. априла 2015. године у свечаној сали Матице српске у Новом Саду.[8][9]